# Norðri, Suðri, Austri e Vestri

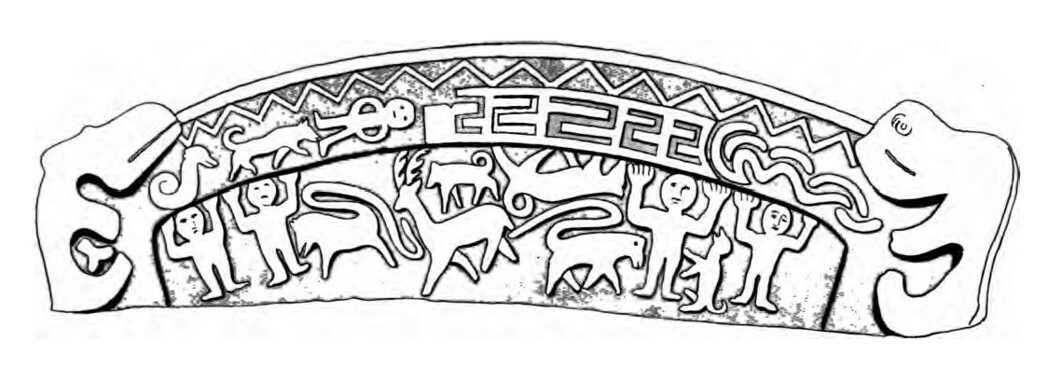
Il rilievo sul cosiddetto Heysham hogback, che è stato interpretato come una raffigurazione di Austri, Vestri, Norðri e Suðri

Norðri, Suðri, Austri e Vestri erano quattro nani della mitologia norrena che reggevano la volta celeste ai quattro angoli del mondo, pertanto i loro nomi coincidono con i punti cardinali, nord, sud, est e ovest.
Così nell'Edda poetica: 
mörg of gerðu

dverga í iörðu,

sem Durinn sagði.

Nýi ok Niði,

Norðri, Suðri,

Austri, Vestri,

Alþiófr, Dvalinn,

Bívurr, Bávurr,

Bömburr, Nori,

Ánn ok Ánarr,

Ái, Miöðvitnir.»
molti furono fatti,

nani dalla terra;

come Durinn diceva.

Nýi e Niði,

Norðri, Suðri,

Austri, Vestri,

Alþiófr, Dvalinn,

Bívurr, Bávurr,

Bömburr, Nori,

Ánn e Ánarr,

Ái, Miöðvitnir.»
(Edda poetica - Völuspá - Profezia della Veggente)
Mentre nell'Edda in prosa di Snorri Sturluson:
(Snorri Sturluson - Edda in prosa)